# Windows正版增值计划
Windows正版增值计划（Windows Genuine Advantage，缩写为WGA）是由微软设计的一套反盗版系统，用于验证用户的Windows操作系统是否为正版。当用户访问某些微软在线服务，如Windows Update或从Microsoft Download Center下载系统组件时，WGA会试图强制用户验证其当前使用的Windows是否为正版。
WGA最初是为Windows XP的Service Pack 2进行宣传推广的，需要用户手动配置才能关闭。由于安装WGA后才能进行系统更新，微软在2005年7月将其设为在线更新服务的代理。

## 验证过程
WGA验证过程包括以下步骤：
- 用户进入Microsoft Download或Update Center时，会收到一个要求验证操作系统信息的对话框，通过下载ActiveX控件来检查操作系统是否为正版。如果验证成功，将在用户计算机上保存一个许可协议文件，以备将来使用。
- 验证成功后，才能进入更新下载流程。

如果无法验证或验证失败，WGA将显示通知页面告知用户，并禁止用户从微软的在线更新服务下载任何更新组件。
只有在首次验证和出现新版本的ActiveX控件时才需要下载ActiveX控件，用户只需安装一次，以后连接到微软的在线更新服务就不需要再进行验证检查。

## 软件

### WGA验证工具
安装WGA后，Internet Explorer会安装名为“Windows Genuine Advantage”的附加组件。在早期版本的工具中，可以在IE的管理附加组件选项中关闭其功能。随后的Windows操作系统更新增加了新的内容到组策略中，最初这个选项是默认禁用的，即使移除了组策略仍然可以访问。截至2006年7月，最新的更新采用其他方法来阻止附加组件管理工具。
WGA的产生是因为在许多国家和地区，使用正版Windows系统的用户所占比例不到10%。在其他商业组织方面，一旦商业竞争对手在工作时间内未正常支付费用而使用某个小型企业生产的软件，该小型企业所有者将提起国际知识产权相关法律诉讼。与以往的复制保护计划不同，这个程序试图在用户的计算机上出错，但不会关闭计算机硬件，甚至会阻止安全更新。
WGA有两种程序特性，它可以是独立生成密钥的程序，也可以是一个不管许可证密钥是否有效的ActiveX控件。如果WGA确定用户的Windows操作系统未经授权，但用户的系统光盘是正版的（包括微软赠送的正版套装产品），微软将提供用户一个新的系统光盘。微软还向那些没有正版光盘序列号却想购买正版的消费者提供折扣。微软已经指出，将继续通过自动更新服务和Microsoft Download Center提供紧急安全更新服务。在自动更新状态下，商业公司使用WGA时，当客户使用未经许可或盗版的软件时，需要确保客户能够获得公司相关的软件支持。根据微软的说法，即使没有WGA仍然可以合法运行Microsoft Windows。在非紧急自动更新状态下，仍然会有WGA的安装要求。整个系统无论是验证失败还是验证成功，都可以继续接收紧急安全更新。

### WGA通知
自2006年4月25日起，微软开始发布WGA通知，这个WGA通知是针对Windows用户的KB905474“紧急更新”软件组件。当用户在启动、登录和使用未经微软验证和盗版的Windows操作系统时，将会收到警告通知。正版Windows操作系统的用户不应该看到这个警告通知（某些正版用户也有可能看到警告通知）。在2006年5月23日，微软升级了WGA程序，据报道，它结束了某些盗版模式，但这类报道并不一定为真。WGA程序在2006年5月30日、6月6日和2006年6月27日再次升级，尽管某些盗版模式仍然可以继续使用。微软并没有向全世界同步发布最新版的WGA程序：各地区提供的版本未必是最新的，因此实际上某些地方提供的版本比最新的版本还要老旧。只要在微软的更新网站上选择“不要显示”选项来退出更新即可。
在2006年11月29日发布的WGA通知改变了安装程序，提醒用户WGA会执行哪些工作，并且也会设置自动更新以更新最新版的WGA通知。它还会提醒未经验证的Windows用户为何会像正版一样，并且不会被通报给微软。然而，与先前的WGA不同，它只会自动地将产品密钥（四个广泛分发的产品密钥）发送到微软的服务器。到下一个星期，这个产品密钥的信息就会被分散到微软所有其他的服务器。
截至目前，最新版的WGA是在2007年3月27日发布的。

### WGA验证数据库
微软在某些产品上，如Windows Defender、Internet Explorer 7和Windows Media Player 11中加入了WGA验证数据库，在安装前会先自动执行验证动作。（Internet Explorer 7最新版本已取消安装时自动执行验证动作）
微软还发布了Office Genuine Advantage程序，用于Microsoft Office安装程序的验证动作。

## 破解WGA與數位化千禧年著作權法案
在美国，数字千年版权法（Digital Millennium Copyright Act）不仅惩罚侵犯版权的行为，还使得制作和散播规避版权保护措施的行为成为违法，并加重了在网络上侵犯版权的刑罚。
2005年9月，微软针对一些向不知情消费者销售未授权软件的公司和企业提起诉讼。这些案件之所以重要，是因为线索来源于客户通过WGA发现其购买的是盗版产品。
2005年11月16日，微软发布了针对Netscape浏览器的标准WGA验证程序，完成了在Mozilla Firefox和其他基于Gecko的浏览器（包括Netscape）中加入Windows验证的程序，尽管它不使用Firefox扩展系统，因此不支持最新版本的浏览器。这一举动引起了对微软的批评，因为它仍然不支持多种由NPAPI支持的浏览器，例如Opera。另一个破解WGA的组件于2005年12月25日发布，利用由远程系统生成的有效哈希算法来绕过WGA验证。微软向提供破解的网站发出了一封“终止并停止”（cease and desist）的信件，该破解组件在2006年1月6日被移除。然而，许多人仍然在拥有正版Windows系统的公共电脑上进行验证，并记录下其哈希算法，然后在家里和工作地方使用。到2006年7月，微软不再阻止这种规避方法。2006年5月4日，微软宣布针对位于蒙大拿州的eDirectSoftware以及在芝加哥地区的零售商Nathan Ballog和Easy Computers分发未授权Windows软件的行为提起诉讼。
在互联网上，可以找到各种破解WGA验证的方法。在微软发布有关移除WGA的官方指南之前（一种在任务栏小图标框内的桌面程序，会定期显示消息提醒用户验证操作系统），用户只需移除两个文件即可清除WGA。
2006年9月，微软在一些程序上中止了WGA验证要求，例如ActiveSync。
尽管某些防火墙在wgatray.exe启动时会出现警告画面并将其拦截，但在Outpost Firewall防火墙工具中，它被认定为“隐藏程序”。利用HijackThis移除工具来移除WGALOGON.DLL文件时，只需设置“do not show（不要显示）”选项就可以有效防止WGA更新。这个工具是由小型防火墙厂商发布的，旨在防止WGA传送用户的个人隐私和数据给微软。

## 進行的資料收集
Windows Genuine Advantage会检查以下用户的系统组件：
- BIOS校验和
- MAC网卡地址
- 硬盘的序列号
- 操作系统的区域语言版本
- 操作系统的版本
- 个人电脑的BIOS信息（制造地区、版本、制造日期）
- 个人电脑的制造商
- 用户区域设置
- 认证与安装结果
- Windows或Office的产品密钥
- Windows XP的产品ID

## WGA在中國
从2008年10月20日起，中国的Windows XP用户可能会遭遇“黑屏”。因为微软将在其中文版本的WGA中引入视觉标签，对于未能通过WGA验证的Windows XP用户，其桌面将每60分钟被转变成纯黑色。用户可以重新设置背景，但每60分钟将再次被更改为纯黑色。用户登录时也将出现中断对话框，提示“您可能是软件盗版的受害者。”。然而，由于国内的大部分用户都关闭了自动更新，改用第三方工具安装更新，因此，尽管中国的大多数电脑使用盗版系统，但WGA对中国用户的影响不大。
对于微软这个打击盗版的举措，中国用户普遍表示反对。根据sohu.com、QQ.com、21cn.com等网站的调查显示，超过60%的用户反对微软的这项措施。该措施的实施也引起了包括中国中央电视台在内的各大媒体的普遍关注，但随后未再有进一步报道。
这个事件并不仅仅在中国发生，在马来西亚也有发生相同事件。

## 批評

### 定時炸彈軟體
尽管WGA不会影响其他程序的运作，但如果电脑中的微软产品被WGA认定为盗版，用户将无法利用Windows Update进行更新，造成WGA被和定时炸弹软件（Time bomb）相比较。

### 間諜軟體
微软WGA通知工具的执行动作被指控像间谍软件一样，并且还会定期每天执行“背景连接通讯”在用户不知情的情况下连接到微软服务器。随后微软承认确实有这个行为，但是不承认它是间谍软件。微软在随之而来的压力下，最终宣布以后的WGA工具改为只会每两周进行一次背景连接通讯。微软也会提供WGA试验版的移除说明。
尽管如此，微软目前还是被控告，WGA会在反间谍软件的状态下显示有“背景连接通讯”的行为。而这个法律诉讼的结果目前还是未定案。

### 認證失誤
WGA可能会产生认证失误（false positives）的问题（错误地辨认正版的操作系统为“盗版”）。在任何的序列号都可能发生这类的问题。微软设立了一个论坛，用来协助用户解决类似问题。有个名为“Not Sure”的帖子张贴在微软的WGA帮助论坛，有很多用户因为WGA的问题而气得发狂。为解决这个问题，微软在2010年3月推出了新的Windows启动技术更新（即KB971033），使不少原来使用破解认证方法的盗版Windows登录时失效。

## 流行文化
在一些电子内容消费品中，出现过一些正版的用户体验比盗版的体验更差的现象，例如电子游戏中需要联网认证或者在线存档，而服务器连接的不畅导致游戏体验变差，或者游戏DLC需要额外购买，而盗版的发布版本可能会解决游戏联网的问题或同时包含需要付费的DLC部分；又或者一些电子内容发布平台在引进其他作品的电子内容时，基于内容审查等原因，会有地区差异化销售、延期发布、内容明显删改、后制（例如内容翻译）质量不合期望等问题，而盗版则相对地解决了正版发布平台出现的问题。因此有化用该系统的提示语“您可能是软件盗版的受害者。”，衍生出“正版受害者”来形容这种现象。

## 外部連結
- 微軟WGA官方網站* 微軟WGA官方網站（英文）
- 微軟WGA官方網站（繁體中文）
- 微軟WGA官方網站（简体中文）
- 微軟WGA官方網站（繁體中文）
- WGA常見問題集（页面存档备份，存于）
- 下載WGA (KB905474) （页面存档备份，存于）（英文）
- eWeek article on Utility that disables the Windows Genuine Advantage Callback functionality（英文）
- 移除WGA說明文章 （页面存档备份，存于）